# Rob Rensenbrink
Pieter Robert "Rob" Rensenbrink (3 tháng 7 năm 1947 – 24 tháng 1 năm 2020) là cựu cầu thủ đội tuyển bóng đá người Hà Lan và là thành viên của đội tuyển bóng đá Hà Lan đoạt ngôi á quân World Cup 1974 và 1978.

## Sự nghiệp câu lạc bộ
Sinh ra tại Amsterdam, Rensenbrink khởi đầu sự nghiệp tại DWS, một cầu lạc bộ nghiệp dư tại Amsterdam trước khi chuyển tới Bỉ chơi cho F.C. Brugge năm 1969. Từ năm 1971-1980 ông chơi cho Anderlecht, nơi ông đã đạt được những thành công lớn trong sự nghiệp. Ông có được Cúp C2 châu Âu năm 1976, 1978 và ngôi á quân năm 1977 với Anderlecht. Sau khi kết thúc thời gian chơi ở Anderlecht, Rensenbrink đến Portland Timbers ở Mỹ và kết thúc sự nghiệp tại đó.

## Sự nghiệp quốc tế
Rensenbrink lần đầu xuất hiện ở đội tuyển quốc gia Hà Lan trong trận gặp Scotland năm 1968. Ông chơi ở vị trí tiền đạo, vị trí mà có sự canh tranh rất lớn khi mà thời đó Hà Lan có các ngôi sao như Johan Cruijff và Piet Keizer. Tuy nhiên Rinus Michels vẫn triệu tập ông thi đấu ở vòng chung kết World Cup 1974 tổ chức tại Tây Đức. Đội hình Hà Lan năm đó hầu hết là các cầu thủ ở Ajax Amsterdam và Feyenoord Rotterdam, chỉ có Rensenbrink là đang chơi bóng ở nước ngoài. Giải năm đó ông chủ yếu ngồi ở băng dự bị. Ông ra sân một hiệp trong trận bán kết gặp Brasil. Trong trận chung kết Rinus Michels đã cho Rensenbrink ra sân ngay từ đầu. Tuy nhiên hết hiệp một ông bị thay bởi René van de Kerkhof. Trận đó Hà Lan đã vươn lên dẫn trước bằng bàn thắng của Johan Neeskens trên chấm 11m. Nhưng 2 bàn thắng của Paul Breitner và Gerd Müller đã đem lại chiến thắng 2–1 cho Đức.
Ông cũng tham gia thi đấu trong đội tuyển Hà Lan ở Euro 1976, và lần này đội nhà lại thất bại trước Tiệp Khắc trong trận bán kết.
World Cup 1978 tổ chức ở Argentina. Hà Lan tham gia giải lần này mà không có Johan Cruijff (từ chối tham gia đội tuyển vì lý do bị khủng bố, điều này Cruijff mới tiết lộ trên báo chí gần đây) dưới sự dẫn dắt của huấn luyện viên Ernst Happel. Do không có Johan Cruijff nên Rensenbrink đã thể hiện được hết tài năng của mình, với sự hậu thuẫn của Johnny Rep và René van de Kerkhof. Ông đã lập hat-trick trong trận gặp Iran, còn trong trận gặp Scotland ông đã ghi bàn thắng thứ 1000 ở các kỳ World Cup. Hà Lan thi đấu thành công và lọt vào được trận chung kết. Trong trận chung kết gặp đội chủ nhà, họ bị dẫn trước sau bàn thắng của tiền đạo Mario Kempes, nhưng chỉ 9 phút sau Dick Nanninga đã san hòa tỉ số. Rensenbrink có cơ hội ghi bàn sau khi nhận được bóng từ đường chuyền dài của đội trưởng Ruud Krol tuy nhiên ông sút không thành công và chung cuộc Hà Lan thua với tỉ số 3–1.
Ông tham gia Euro 80 khi đã 32 tuổi, tuy nhiên Hà Lan thi đấu không thành công và bị loại từ vòng bảng. Sau giải ông giải nghệ sự nghiệp quốc tế. Tổng cộng Rensenbrink thi đấu cho đội tuyển quốc gia 49 trận và ghi được 14 bàn.

## Danh hiệu
- Chiếc giày vàng Bỉ 1976
- Hạng 2 thế giới World Cup 1974, 1978
- Có tên trong danh sách 125 cầu thủ còn sống xuất sắc nhất